# Spøgelsestoget
Spøgelsestoget er en dansk film fra 1976.
- Manuskript Bent Christensen og Leif Panduro.
- Instruktion Bent Christensen.

## Handling
I en sen aftentime strander en flok togpassagerer på en øde station hvor der efter sigende huserer et spøgelsestog. Sære ting sker, folk forsvinder og ikke alle er hvad de giver sig ud for at være.

## Medvirkende
Blandt de medvirkende kan nævnes:
- Dirch Passer
- Kirsten Walther
- Axel Strøbye
- Preben Kaas
- Lisbet Dahl
- Clara Østø
- Bjørn Puggaard-Müller
- Otto Brandenburg
- Ole Monty
- Bent Christensen
- Preben Mahrt
- Kai Løvring
- Hans Christian Ægidius
- Lars Lunøe